# Henryk Cianciara
Henryk Czesław Cianciara (ur. 26 czerwca 1895 w Kamienicy Polskiej, zm. 9 maja 1962 w Warszawie) – polski lekarz internista, pułkownik Wojska Polskiego, lekarz marszałków Józefa Piłsudskiego i Edwarda Rydza-Śmigłego.

## Życiorys
Pochodził z rodziny chłopsko-robotniczej. Był synem Ludwika, prowadzącego gospodarstwo rolne, i bratankiem Jana (1875–1947), rolnika, działacza ludowego, posła na Sejm Ustawodawczy. Ukończył szkołę powszechną w Kamienicy Polskiej i gimnazjum w Piotrkowie Trybunalskim. Studia medyczne odbył na Uniwersytecie Warszawskim. Powołany do wojska w związku z wybuchem wojny polsko-bolszewickiej, pozostał związany z armią także po uzyskaniu dyplomu lekarskiego (uzyskał również dyplom doktora nauk medycznych). W latach 30. był ordynatorem oddziału Okręgowego Szpitala Wojskowego w Warszawie. Doszedł do stopnia pułkownika.
Cieszył się sławą dobrego internisty. Podczas śmiertelnej choroby marszałka Józefa Piłsudskiego (zmarłego w 1935) wchodził w skład stałej komisji lekarskiej, obok m.in. gen. dra Stanisława Roupperta i ppłk. dra Stefana Mozołowskiego. Krótko przed wybuchem II wojny światowej został osobistym lekarzem Edwarda Rydza-Śmigłego, którego leczył również podczas internowania w Rumunii; opiekę nad marszałkiem sprawował także po przeniesieniu do obozu internowania dla polskich oficerów w Kimpolungu, a pod koniec 1940 należał do organizatorów ucieczki Rydza-Śmigłego do okupowanej Polski. Sam przedostał się potem na Zachód i uczestniczył w walkach z Niemcami. Znany z zamiłowań artystycznych Rydz-Śmigły pozostawił portret swojego lekarza (rysunek kredką) z 1940.
Po powrocie do Polski po wojnie pracował jako lekarz zakładowy w warszawskim Banku Inwestycyjnym.

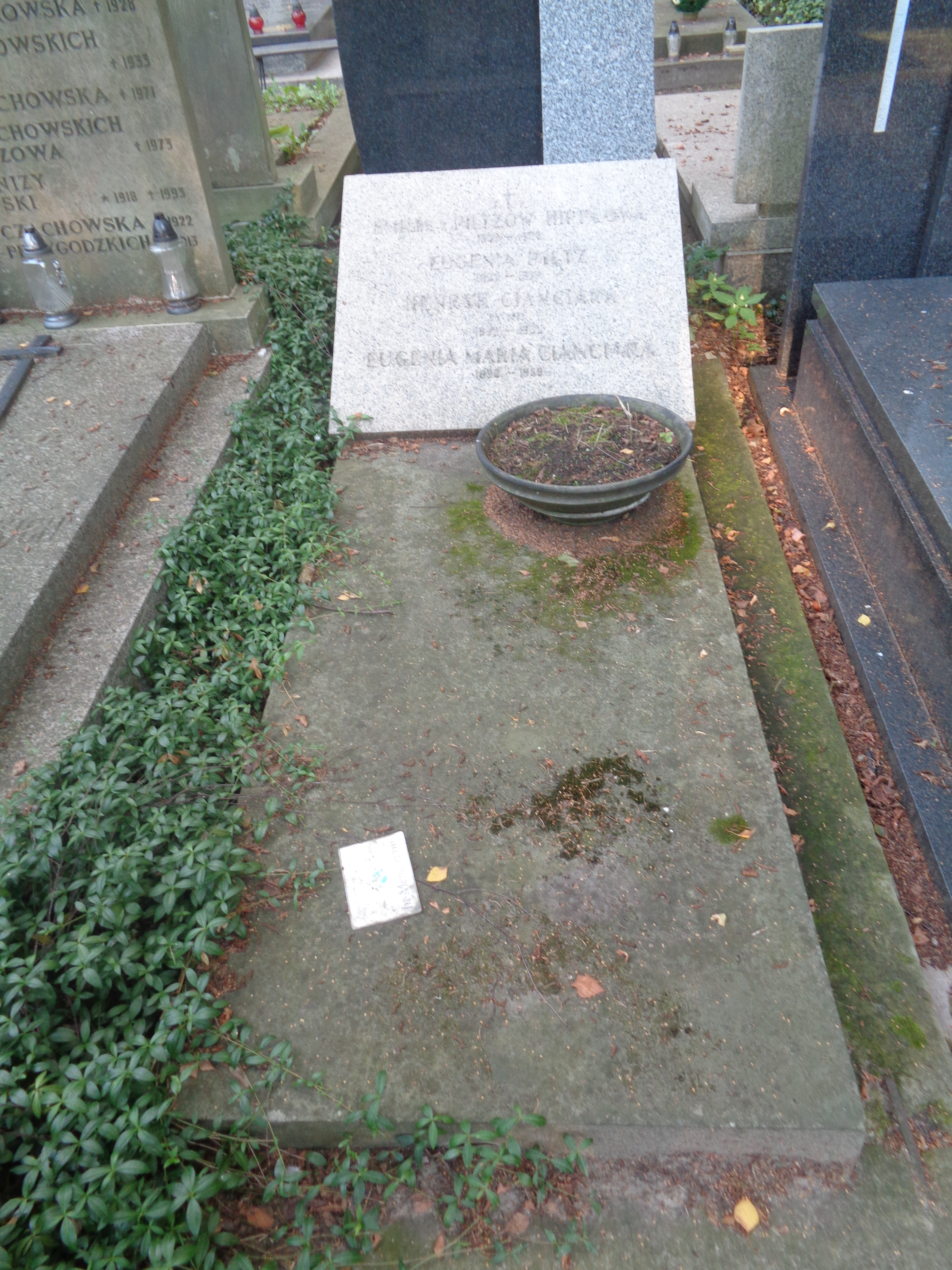
Nagrobek Henryka Cianciary na Cmentarzu Powązkowskim

Zmarł po długiej chorobie 9 maja 1962 w Warszawie. Pochowany w grobie rodzinnym na cmentarzu Powązkowskim (kwatera 226-6-15).
Osoba doktora Cianciary pojawia się m.in. we wspomnieniach Melchiora Wańkowicza (Przez cztery klimaty, 1972) i Hanny Odrowąż-Szukiewicz (Powszednie dni niepowszednich lat, 1984). Ta ostatnia zetknęła się z Cianciarą jako słuchaczka kursu Polskiego Czerwonego Krzyża dla sióstr Pogotowia Sanitarnego, w czasie odbywania stażu w Szpitalu Okręgowym w Warszawie w 1936; swojego przełożonego opisywała jako człowieka „średniego wzrostu, postawnego, dość przystojnego”, o „kapitalnym poczuciu humoru”, szczególnie życzliwego dla rekrutów (sprawował stałą opiekę nad salami żołnierskimi Szpitala Okręgowego, oficerów leczył w charakterze konsultanta).

## Ordery i odznaczenia
- Krzyż Kawalerski Orderu Odrodzenia Polski
- Złoty Krzyż Zasługi (19 marca 1937)[3][4]